# Орловка (Калачинский район)
Орло́вка — село в Калачинском районе Омской области России. Административный центр Орловского сельского поселения.

## История
Основано в 1925 году. В 1928 году выселок состоял из 24 хозяйств, основное население — эсты. В административном отношении находился в составе Староревельского сельсовета Калачинского района Омского округа Сибирского края.

## Население
| 2002 | 2010 |
| ---- | ---- |
| 588  | ↘419 |

## Улицы
| - ул. Интернациональная, - ул. Молодёжная, | - ул. Орлова, - ул. Школьная. |